# Gnomenkeller

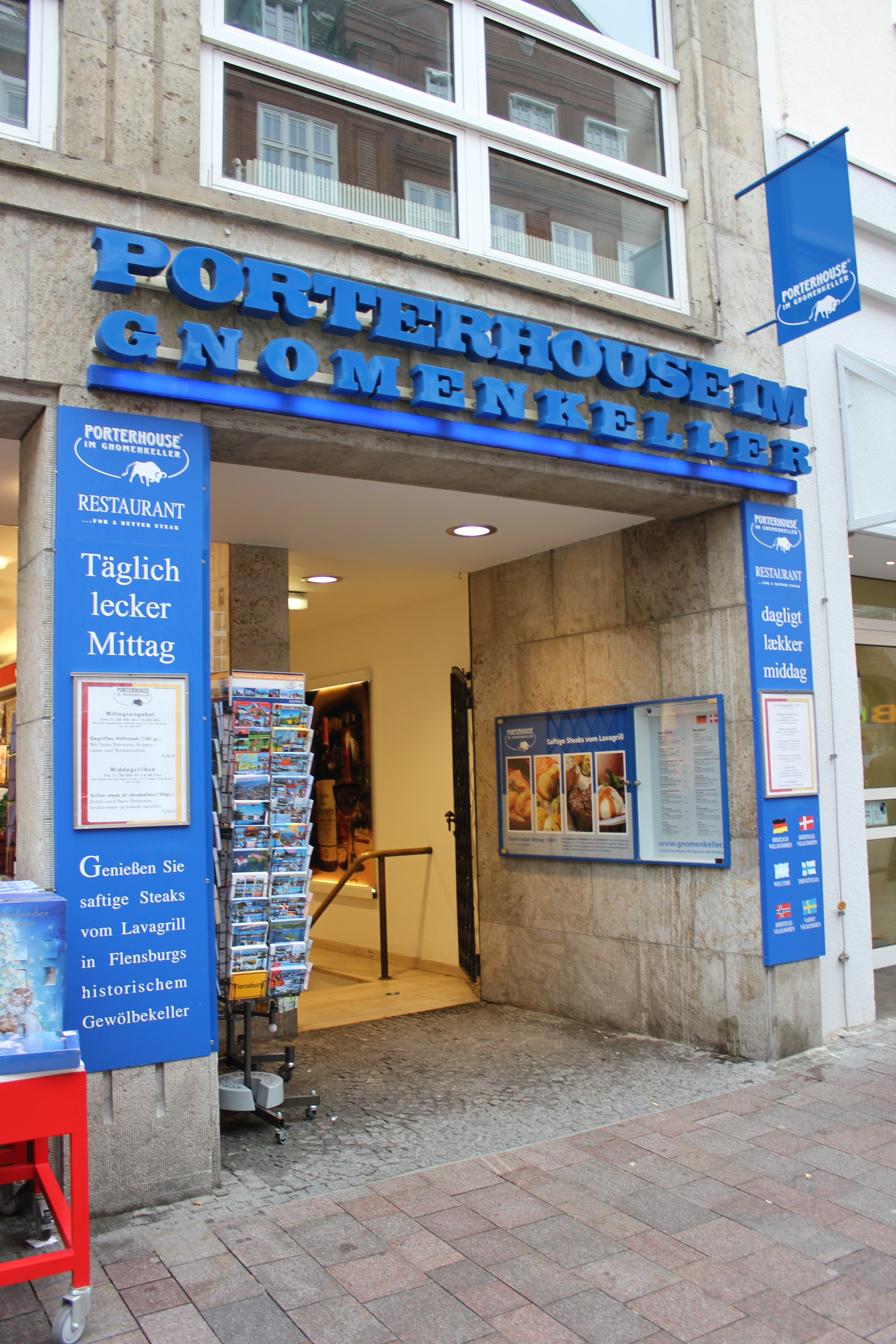
Eingang am Holm

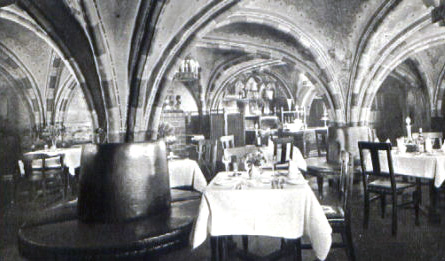
Gnomenkeller um 1920

Der Gnomenkeller (dänisch Rådhusvinkælderen) ist ein denkmalgeschütztes Gebäude in Flensburg am Holm 3, dessen Gewölbe und Wände mit gemalten Gnomen verziert wurden. Heute befindet sich hier das Restaurant Porterhouse mit modern gestaltetem Zugang vom Holm und Nebeneingang an der Rathausstraße. Der Gnomenkeller gehört zu den Kulturdenkmalen des Stadtteils.

## Geschichte
Das ursprüngliche Gebäude wurde 1583 von einem Baumeister aus Holland unweit des Flensburger Thingplatzes errichtet. Der Gnomenkeller gehört zu den Überresten des Hauses aus der Zeit der soliden Baukunst des 16. Jahrhunderts. Zwei freistehende Pfeiler und mehrere Wandkonsolen tragen die prachtvollen gotischen Gewölbe. Durch Quer-, Längs- und Diagonalgurte mit dazwischenliegenden Kappen ist der Raum architektonisch gegliedert. Im Laufe der Jahrhunderte wurden die Räumlichkeiten als Weinkeller und Lagerraum sowie Weinausschank genutzt, derweil die Räume den Namen Gnomenkeller erhielten. Ein Durchbruch zum Nachbarhaus wurde 1876 geschaffen, der neu entstandene Raum bekam den Namen Tugendrose. 1906 wurde die neue Ratsstube mit den Wappen Schleswig-Holsteinischer Städte geschmückt. Die Bemalung der Räumlichkeiten stammt von dem Zeichenlehrer Schurig, einem Stammgast des Kellers. Zu sehen sind unter anderem skurrile Malereien mit Titeln wie Lippe Dickmund, Krischan Dösig, Urban Brummkreisel und Baron von Schaf.

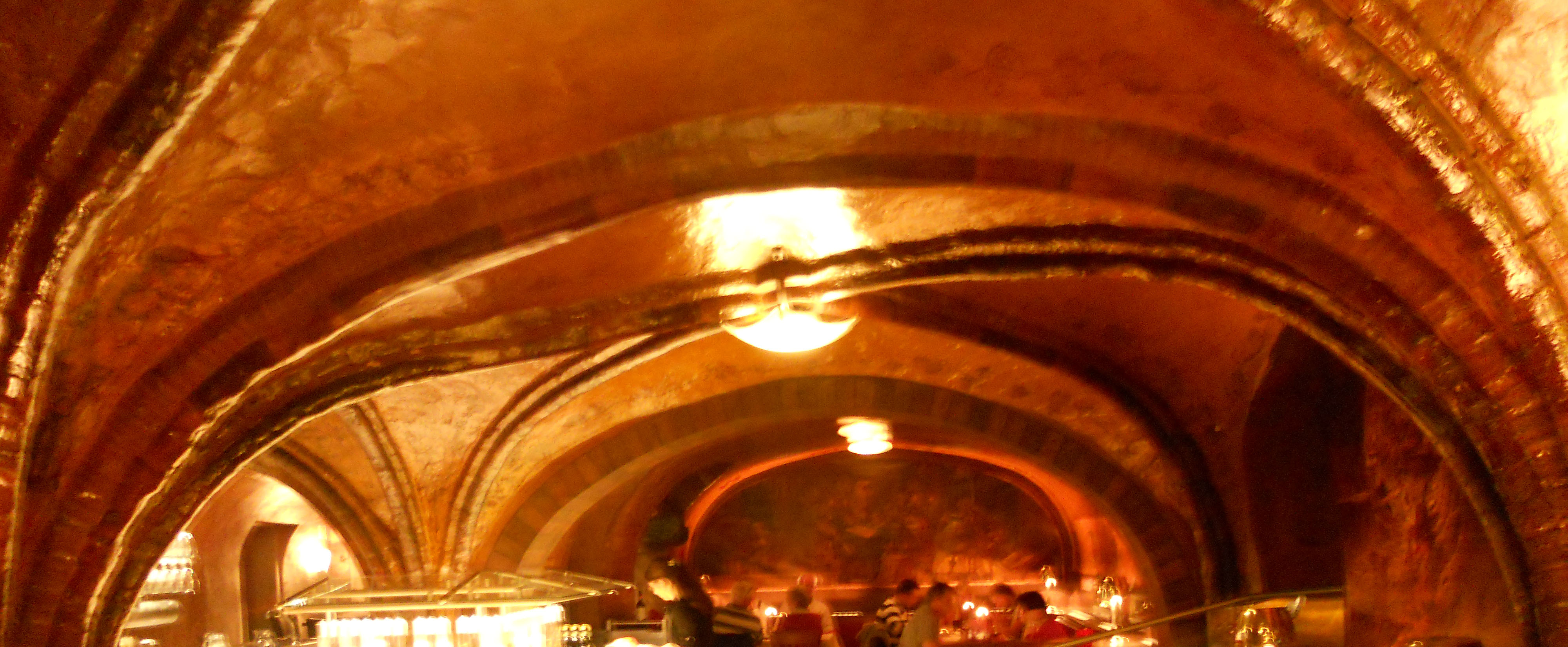
Gewölbe im Gnomenkeller
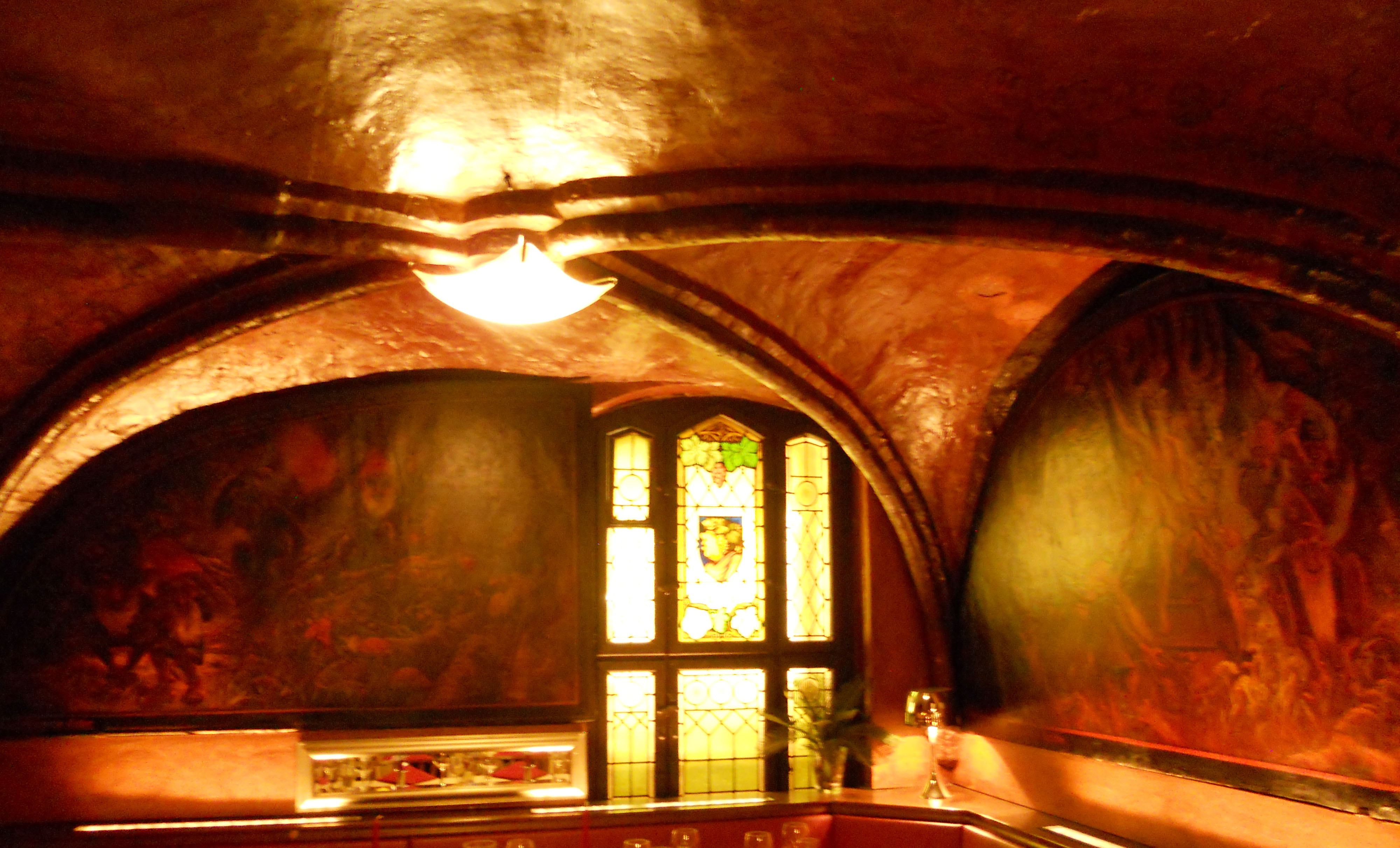
Gewölbe mit Bleiglasfenster und Wandgemälden
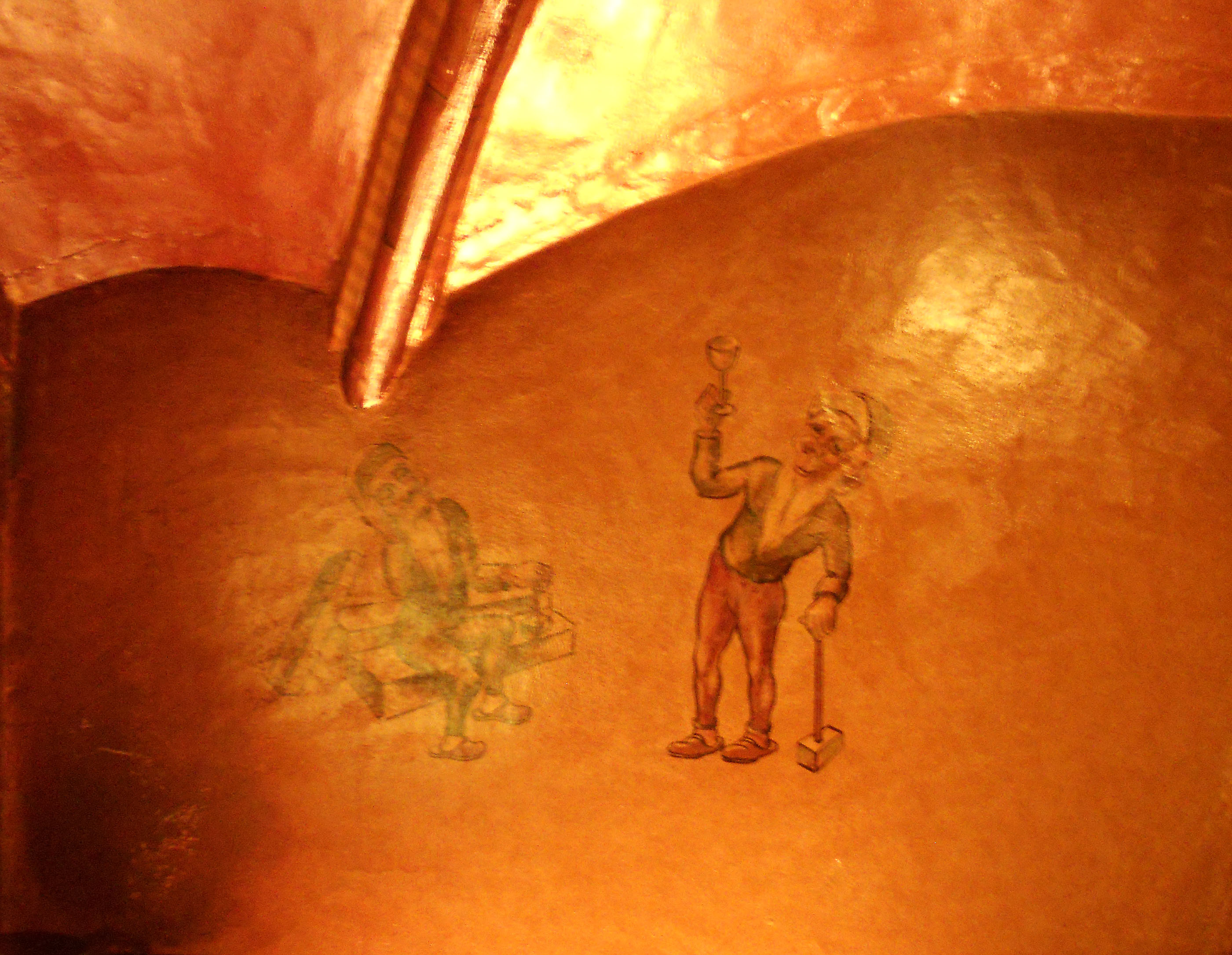
Trinkerszene
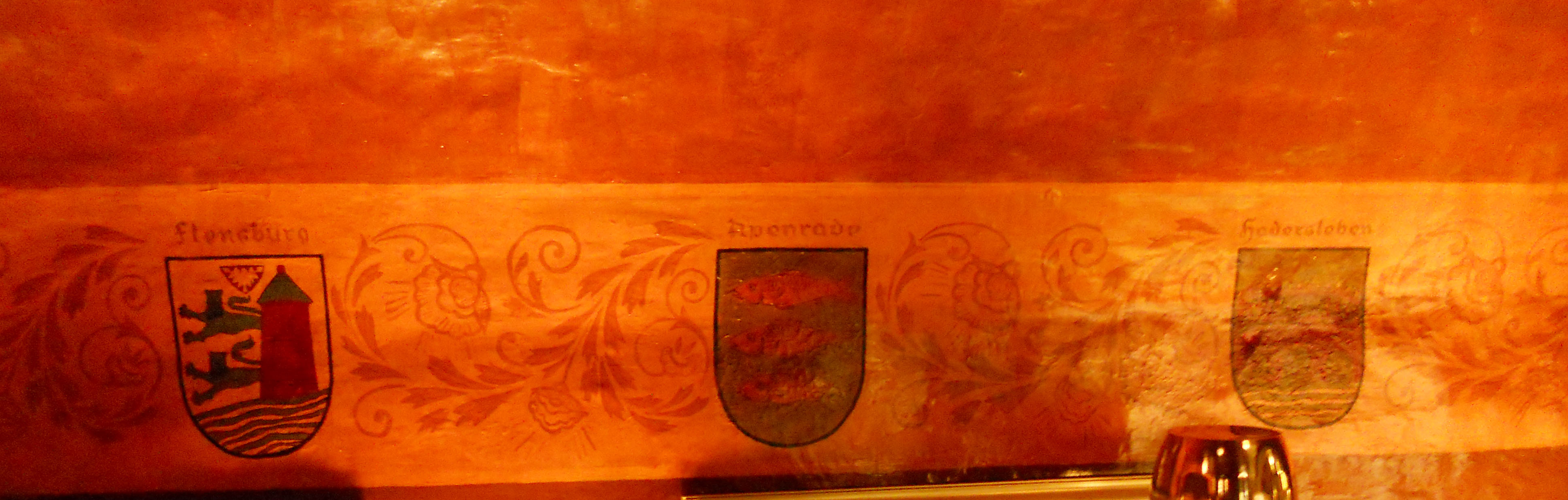
Wappen an den Wänden
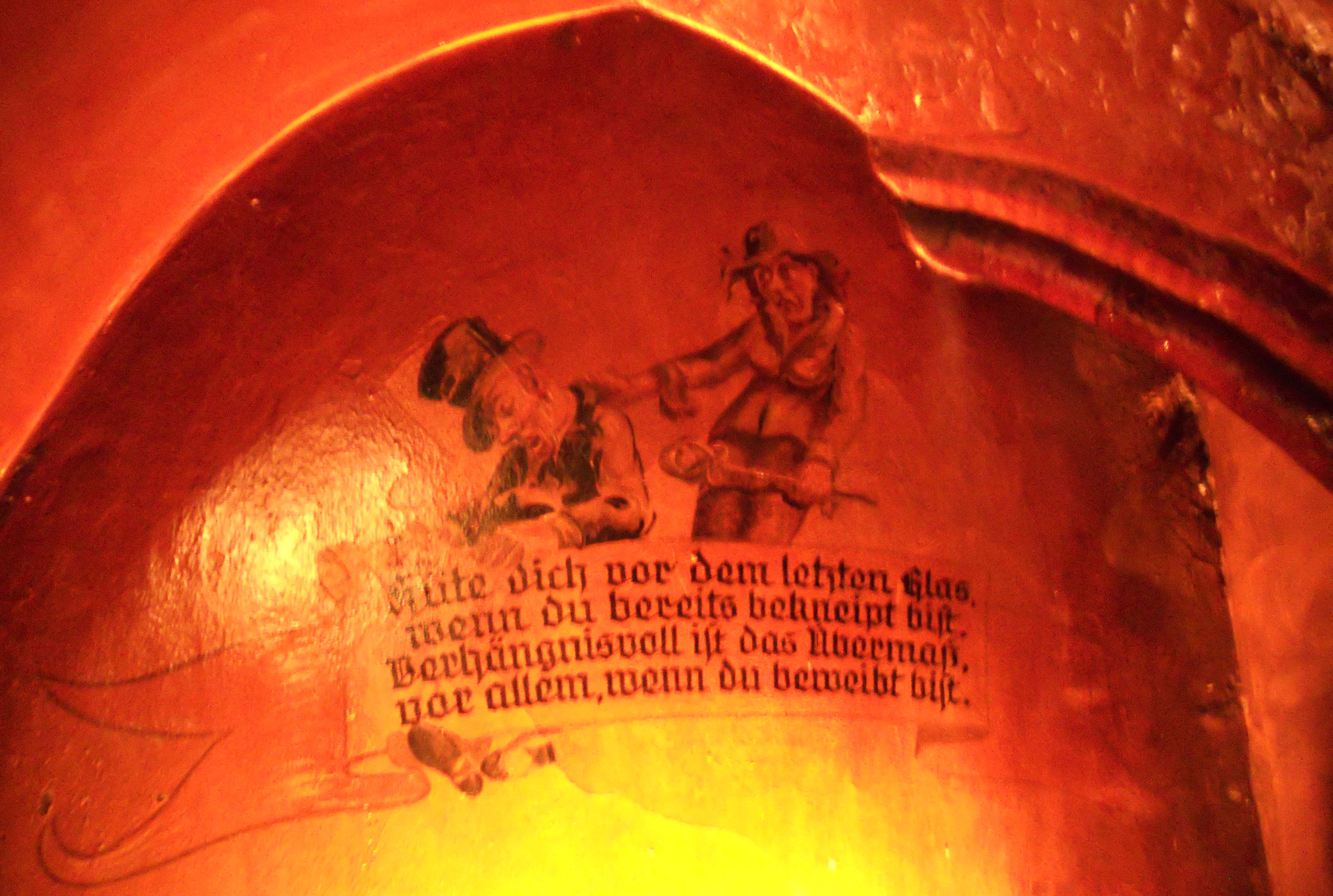
Wandbemalung mit Sinnspruch
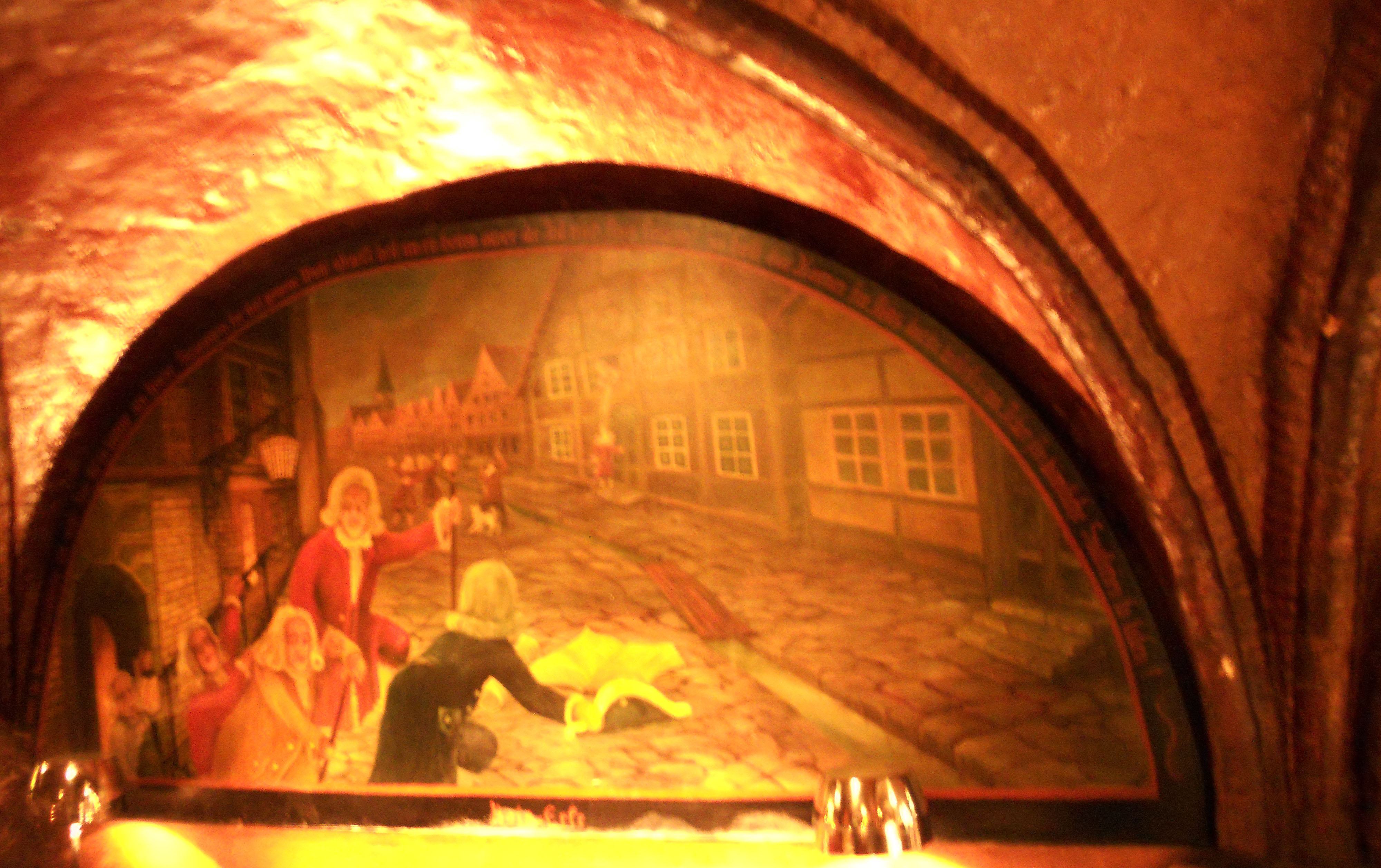
Wandgemälde